# Дун Карм Псайла
Кармело Псайла (на малтийски: Carmelo Psaila), известен с псевдоним като Дун Карм Псайла (Dun Karm Psaila), е свещеник, учител и поет от Малта.
Наричан е Бардът на Малта. В поезията си представя историята на Малта, за да утвърди културното и национално самосъзнание на страната. Автор е на текста на националния химн на Малта.

## Биография и творчество
От 1885 до 1894 г. учи в Семинарията. Ръкоположен е за свещеник през 1894 г.
От 1895 до 1921 г. преподава множество учебни предмети в Семинарията: италиански, латински, английски, аритметика и география. След това е помощник-библиотекар в малтийската Национална библиотека.
През 1921 г. е помолен от Албърт Лаферла (директор на начално училище) да напише текст върху мелодия на Робърт Самут. Песента „Ину Малти“ (Innu Malti) е изпята за първи път 1923 г. Тя официално се приема за национален химн на страната през 1941 г.